# Aufruf der KPD vom 11. Juni 1945
Der Aufruf der KPD vom 11. Juni 1945 war ein deutschlandpolitisches Programm des Zentralkomitees der Kommunistischen Partei Deutschlands, in welcher das ZK der KPD gegenüber den Sozialdemokraten und den bürgerlichen Parteien die politische Führungsrolle im Nachkriegsdeutschland beanspruchte.

## Vorgeschichte
Bereits auf der Brüsseler Konferenz im Oktober 1935 und der Berner Konferenz 1939 hatte die KPD eine „Volksfront“ gegen den Nationalsozialismus beraten. In ihrem Moskauer Exil waren von der KPD-Führung unter dem Vorsitzenden Wilhelm Pieck 1944/45 – vor allem in dem Aktionsprogramm des Blocks der kämpferischen Demokratie schließlich einzelne Maßnahmen zur Demokratisierung, Sozialreform und Entnazifizierung formuliert worden.
Am 30. April 1945 kamen Walter Ulbricht, Anton Ackermann, Gustav Sobottka und weitere führende KPD-Mitglieder aus dem sowjetischen Exil zurück nach Deutschland. Sie sollten bei der Neuorganisation des politischen Systems in der sowjetischen Besatzungszone maßgeblich mitwirken. Am 3. Juni 1945 wurden sie kurzzeitig wieder zurück nach Moskau zu Gesprächen mit Josef Stalin und weiteren führenden sowjetischen Regierungsmitgliedern geflogen, wo über das weitere Vorgehen beraten wurde. Stalin wollte, dass im östlichen Deutschland zunächst ein demokratisch-parlamentarisches System geschaffen würde.
Anton Ackermann wurde beauftragt, einen Aufruf der KPD an das deutsche Volk zu verfassen, was er in der Nacht vom 4. zum 5. Juni tat. Dieses wurde danach von der KPD-Führung noch in Moskau besprochen und anschließend von Stalin und dem ZK der KPdSU gebilligt.
Am 10. Juni 1945 erlaubte die Sowjetische Militäradministration in Deutschland (SMAD) die Neugründung von politischen Parteien und Organisationen (früher als in den westlichen Besatzungszonen). Bereits am 11. Juni wurde die Kommunistische Partei Deutschlands (KPD) wiedergegründet.
An diesem Tag wurde der Aufruf veröffentlicht, zunächst als Flugblatt. Am 13. Juni erschien er in der Deutschen Volkszeitung, dem neuen Zentralorgan der KPD.

## Inhalt

### Zusammenfassung
In dem Aufruf wird zunächst ausführlich auf die Verbrechen des Hitlerregimes eingegangen, insbesondere den Krieg gegen die Sowjetunion, den Tod von Millionen Zivilisten und Kriegsgefangenen und den Massenmord in den Konzentrations- und Vernichtungslagern. Ein großer Teil der deutschen Bevölkerung trage daran Mitschuld durch den Wahlerfolg der NSDAP bei der Reichstagswahl im Juli 1932 und die Verinnerlichung der NS-Ideologie. Auch die deutschen Kommunisten hätten „geschichtlich versagt“, da sie den gemeinsamen Widerstand mit anderen demokratischen Kräften in einer antifaschistischen Einheitsfront nicht energisch genug befördert hätten, es wurde sogar von einigen Fehlern geschrieben.
Danach werden alle Werktätigen, alle demokratischen und fortschrittlichen Kräfte des Volkes aufgerufen zur „Aufrichtung eines antifaschistischen, demokratischen Regimes, einer parlamentarisch-demokratischen Republik mit allem demokratischen Rechten und Freiheiten für das Volk.“

### Einzelne Programmpunkte
Als „unmittelbarste und dringendste Aufgaben auf diesem Wege“ werden angesehen:
- Entnazifizierung und Vermögenseinziehung sowie Kriegsverbrecherprozesse
- politische Selbstverwaltung, Wiederaufbau und freie Entfaltung des privaten Unternehmertums
- freie Gewerkschaften und demokratische Parteien. Gleichheit aller Bürger ohne Unterschied der Rasse vor dem Gesetz und strengste Bestrafung aller Äußerungen des Rassenhasses.
- Wiedererrichtung der deutschen Länder
- Schutz der Werktätigen gegen Unternehmerwillkür und unbotmäßige Ausbeutung durch eine demokratische Betriebsverfassung, Tarifverträge und Kriegsopferfürsorge
- Bodenreform und Vergesellschaftung der Verkehrsbetriebe, Wasser-, Gas- und Elektrizitätswerke
- Völkerverständigung und Wahrung des Weltfriedens
- Anerkennung der Pflicht zu Reparationen und Wiedergutmachung.

### Zielsetzung
Notwendig sie „die Schaffung einer festen Einheit der Demokratie für die endgültige Liquidierung des Nazismus und zum Aufbau eines neuen demokratischen Deutschlands.“ Das Programm sollte „als Grundlage zur Schaffung eines Blocks der antifaschistischen demokratischen Parteien aus Kommunistischer Partei, Sozialdemokraten, des Zentrums und anderer Parteien dienen.“ Es wich jedoch in einigen grundlegenden Punkten vom stalinistischen Modell in der Sowjetunion mit Einparteiendiktatur und überwiegend verstaatlichtem Eigentum zugunsten eines spezifisch „deutschen Wegs“ zum Sozialismus ab.

## Weitere Entwicklung
Im Juni 1945 wurden drei weitere Parteien zugelassen, darunter die CDU und die LDP, die oft als bürgerliche Parteien bezeichnet wurden. KPD und SPD vereinigten sich im April 1946 zur SED. CDU und LDP bildeten nach den Landtagswahlen 1946 sogar eine eigene Landesregierung in Sachsen-Anhalt ohne SED-Beteiligung.
Es wurden auch viele Kleinunternehmen wiedergegründet, Verlage, Theater, Zeitungen und Zeitschriften entstanden, im Kulturbereich gab es verhältnismäßig viele Freiheiten, solange nicht offen gegen die sowjetische Herrschaft polemisiert wurde. Die wichtigsten Führungspositionen wurden aber von Anfang an von der KPD, dann der SED in Verbindung mit der SMAD besetzt (Es muss demokratisch aussehen, aber wir müssen alles in der Hand haben).
Ab 1947/1948 nahmen politischer Druck und Säuberungsaktionen in allen Parteien und vielen Organisationen zu, es gab zahlreiche politische Prozesse und Enteignungen. Die absolute Herrschaft der SED in der DDR war 1951/52 mit dem Beschluss zum planmäßigen Aufbau des Sozialismus weitgehend abgeschlossen. In dieser Zeit war der Aufruf der KPD von 1945 nur noch Makulatur.

## Bewertung
Vor 1989 galt der Aufruf in der offiziellen Geschichtsschreibung der DDR als Ausdruck „der antifaschistisch-demokratischen Umwälzung“. Dieser Prozess habe mit der „Freisetzung der revolutionären Potenzen der Arbeiterklasse und der schöpferischen Kräfte der Werktätigen“ letztlich auf die Errichtung der Diktatur des Proletariats gezielt.
Spiegelbildlich ging die westdeutsche Historiographie bis zu den 1970er-Jahren von einem allmählichen, aber von den deutschen Kommunisten und der SMAD gezielt herbeigeführten Übergang zum Einparteienregime aus.
Spätere Historiker haben diesen scheinbaren Widerspruch meist als eine Übergangsperiode hin zu einem sozialistisch-stalinistischen System im östlichen Deutschland gewertet, auch gemessen nach der tatsächlichen späteren politischen Entwicklung dort.
Vieles deutet aber darauf hin, dass Stalin tatsächlich zunächst die Entstehung demokratischer Strukturen in der Sowjetischen Besatzungszone wollte, um eine deutsche Einheit zu ermöglichen. Darauf deuten auch seine späteren Vorschläge (Stalin-Noten) bis 1951 hin, die aber von Bundeskanzler Adenauer abgelehnt wurden.
Demgegenüber stand besonders Walter Ulbricht, der eine schnellere umfassende gesellschaftliche Kontrolle der KPD, dann der SED anstrebte.
Hermann Weber sieht in dem Aufruf allenfalls „demokratische Ansätze“, nicht jedoch den Beginn einer „demokratischen Vorgeschichte der DDR“.